# Capriccio diabolico
Il Capriccio diabolico Op.85a è una composizione musicale per chitarra sola di Mario Castelnuovo-Tedesco.
Il Capriccio fu composto nel 1935. Castelnuovo-Tedesco lo dedicò al maestro spagnolo Andrés Segovia, che ne era stato il richiedente presso il compositore fiorentino. Segovia commissionò la scrittura del brano pensandolo come omaggio al virtuoso romantico Niccolò Paganini, che alla celeberrima opera violinistica ne aveva affiancata anche una - meno nota, ma importante - chitarristica. Castelnuovo-Tedesco non cercò di riprodurre nel brano lo stile di Paganini ma diede forma ad un pastiche musicale dove l'elemento del virtuosismo tecnico è uno dei protagonisti. Il dedicatario effettuò sulla composizione una pesante revisione che prevedeva, oltre all'eliminazione di voci in determinate sezioni e persino di una intera sezione finale ("Alla Marcia"), anche la citazione del tema dal terzo movimento (anche noto come La campanella) del Concerto per violino n°2 dello stesso Paganini. Segovia eseguì la composizione in pubblico nella sua versione e gli interventi fatti sull'opera originale, nonostante il forte sodalizio che legava le due personalità,  non piacquero al suo compositore, e questo portò un breve raffreddamento nel loro rapporto.
La versione originale della composizione con una revisione interamente basata sul manoscritto originale è stata ripubblicata nel 2001 dalle Edizioni Ricordi.